# Kirił Dojczinowski
Kirił Dojczinowski (ur. 17 października 1943 w Skopju, zm. 10 sierpnia 2022) – piłkarz jugosłowiański, występujący na pozycji obrońcy. Uczestnik Mistrzostw Świata 1974.
Zaliczył 6 występów w reprezentacji Jugosławii, pojechał na mundial w 1974 roku. W czasie swojej kariery piłkarskiej grał w klubach Wardar Skopje, FK Crvena zvezda Belgrad, Troyes AC i Paris FC. Później został trenerem piłkarskim.